# Olesicampe illepida
Olesicampe illepida är en stekelart som först beskrevs av Cresson 1872.  Olesicampe illepida ingår i släktet Olesicampe och familjen brokparasitsteklar. Inga underarter finns listade i Catalogue of Life.